# Geranium tuberaria
Geranium tuberaria là một loài thực vật có hoa trong họ Mỏ hạc. Loài này được Cambess. mô tả khoa học đầu tiên năm 1841.